# 軍事科幻
軍事科幻（英語：Military science fiction）是科幻題材的一個子分類，其特點是使用科幻技術，主要是武器，用於軍事用途，以及對參與軍事活動的軍事組織成員來說是個通常重要的性質，有時發生在外太空或不同的行星上。該類型時常出現在文學、漫畫、電影和電子遊戲中。

## 外部連結
- Goodreads Military Science Fiction Book Group （页面存档备份，存于）
- MilitarySciFi.com （页面存档备份，存于）

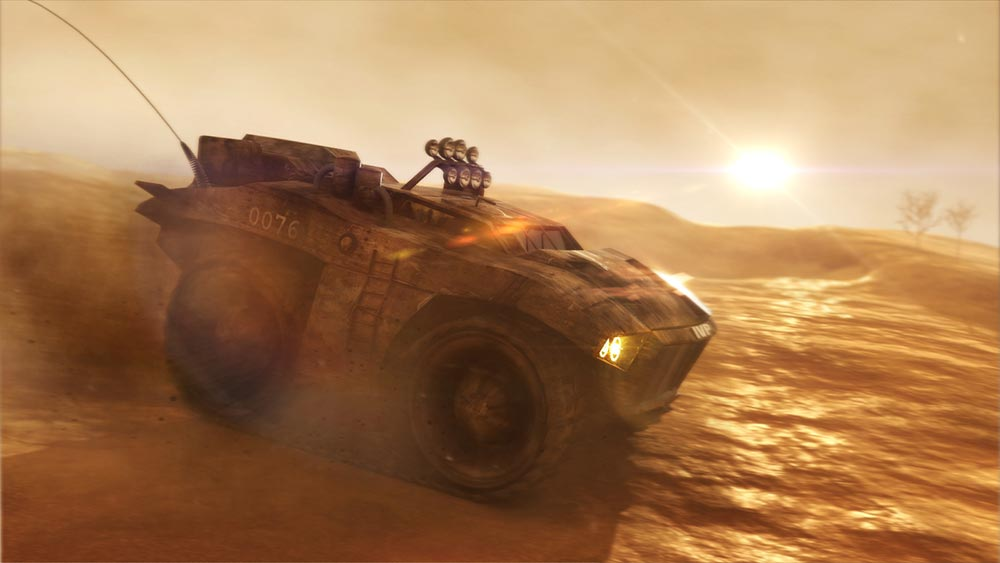
藝術家對軍事科幻車輛的印象。

- Military science fiction （页面存档备份，存于） on gizmodo.com